# Ferski otoki
Ferski otoki (fersko Føroyar, dansko Færøerne, dob. 'Ovčji otoki') so skupina otokov v Severnem Atlantskem oceanu, med Shetlandskimi otoki na jugu, Islandijo na severozahodu in Norveško na vzhodu. Ferski otoki so uradno-pravnoformalno del ozemlja Danske, od leta 1948 pa uživajo široko samoupravo na skoraj vseh področjih, izjema so obrambna politika in zunanje zadeve. Površina otokov je 1399 km2, na njih pa je leta 2010 živelo 52.000 ljudi.

## Zgodovina
Zgodnje zgodovinsko obdobje otokov ni povsem dobro znano. Po nekaterih domnevah naj bi otoke prvi naselili menihi v 6 stoletju. V tem času naj bi se pojavilo tudi prvo poimenovanje otokov: Ovčji otok in Ptičji otok. V devetem stoletju so se na otoke začeli preseljevati Vikingi iz Irske in Škotske. Tem naseljencem so se konec 9. stoletje pridružili še begunci iz Norveške, ki so bežali pred oblastjo Haralda Lepolasega, ki je v krvi združil Norveško v eno državo. V enajstem stoletju so otoki po serijah umorov in spletk prišli pod Norveško. Tako je ostalo do leta 1380, ko je Norveško prevzela Danska. Leta 1814 je Norveška prišla pod švedsko upravo, Ferski otoki pa so še naprej ostali pod dansko.
Živa priča iz vikinških časov je govor. Prinesli so ga iz Norveške in na osamljenem otočju je ostal dolgo zunaj tujih vplivov, kljub temu, da je bil na otokih dolgo časa danščina edini uradni jezik. Zavest o kulturni samobitnosti se tudi v stoletjih danske oblasti ni porazgubila. Na politično samostojnost pa so Ferci komaj kdaj pomislili. To se je spremenilo med drugo svetovno vojno, ko so nemške čete leta 1940 zasedle Dansko, Ferski otoki pa so postali oporišče zaveznikov. Takrat je bila povezava s Københavnom pet let pretrgana. V tistih letih so postale glasne zahteve po neodvisnosti. Danska je tej želji deloma ugodila in podelila otočju največjo možno avtonomijo. Ferski parlament je to izkoristil in okoli otočja določil samostojno ribolovno politiko, ki je bila pozneje tudi vzrok, da Ferski otoki niso vstopili v Evropsko unijo.

## Geografija in podnebje
Ferski otoki so majhna otoška skupina, ki leži v severnem Atlantiku med Norveško, Islandijo in Škotsko. Otočje je od celine oddaljeno 655 km. Sestavlja ga osemnajst velikih ter večje število majhnih otokov. Skupna površina celotnega otočja meri 1399 km2, obala je dolga 1117 km.
Otoki so nastali pred okoli 60 milijoni let kot posledica vulkanske dejavnosti. Plasti staljenih kamnin so se nalagale druga na drugo in polagoma je nastala planota iz črne ognjeniške kamnine in rdečega pepela. Pozneje, v ledenih dobah, so kamnine preoblikovali ledeniki, v podlago so zarezali globoke doline in zgladili črni bazalt. Ko so se ledeniki umaknili in je v doline vdrlo morje, so dobili Ferski otoki sedanjo obliko. Strma pobočja fjellov (planot) dajejo vtis neznanske višine, čeprav te nikjer ne presegajo 882 m. Na otokih in otočkih so številne krajše reke in slapovi, zamočvirjene kotline, doline, ki jih zapolnjujejo jezera, zeleni pašniki in prostrane površine porasle z resjem. Obala je kamnita in večinoma izredno strma.
Na otokih ni gozdov, večinoma jih prekriva trava, ponekod v zavetnih legah pa še grmičevje. Otočje skozi vse leto bičajo močni vetrovi in prekrivajo oblaki, ki pogosto prinašajo dež. V primerjavi z Dansko so zime dosti bolj mile, poletja pa so mrzla in z malo sonca. Pozimi sonce v povprečju sije le štiri ure na dan. Pozimi je povprečna temperatura od 3 do 4 °C, poleti pa okoli 10 °C.

## Gospodarstvo
Ribolov in predelava rib je osnovna gospodarska dejavnost otočja, s tem se preživlja tudi večina prebivalcev. Izvoz rib in ribjih izdelkov znaša kar 90 odstotkov celotnega izvoza otočja. Kriza v devetdesetih letih 20. stoletja je bila skoraj usodna za ribištvo. Na začetku novega tisočletja so se stvari normalizirale, dokler leta 2008 ni prišla nova gospodarska kriza, s čimer je ribištvo ponovno prišlo v težke čase. Druga pomembna gospodarska dejavnost je ovčjereja, saj so otoki zaradi velikih travnatih površin primerni za rejo drobnice. Poljedelstvo je zaradi ekstremnih vremenskih razmer skoraj nemogoče, ladje iz Norveške so že v srednjem veku redno prinašale žito na otoke in tudi sedaj je večino izdelkov potrebno uvažati.
Pred kratkim so v okolici otočja odkrili nafto in zemeljski plin, ta bi v prihodnosti tem odmaknjenim otokom omogočil nov gospodarski razvoj. Veliko možnosti za razvoj ponuja tudi sodobna informacijska tehnologija. Večina gospodarstva je skoncentriranega v prestolnici Tórshavn. Nezaposlenost je ena najmanjših v Evropi, kljub temu pa se otočje sooča s številnimi težavami pri ohranjanju prebivalstva. Večina študentov odhaja na Dansko in se po šolanju zaposlijo na celini, medtem pa na otoku ostaja srednja in starejša populacija.

## Galerija
- Tórshavn, spredaj sedež ferske vlade
- Vasica Gjógv
- Suðuroy najjužnejši otok otočja.
- Vas Sørvágur na otoku Vágar.
- Danska kraljica Margareta II. med obiskom otočja.
- Večina transporta med otoki in celino poteka preko trajektov.
- Letališče Vágar, je edino letališče na otočju, zgradili so ga Angleži med drugo svetovno vojno.